# Bernd Krauß (Fußballspieler)

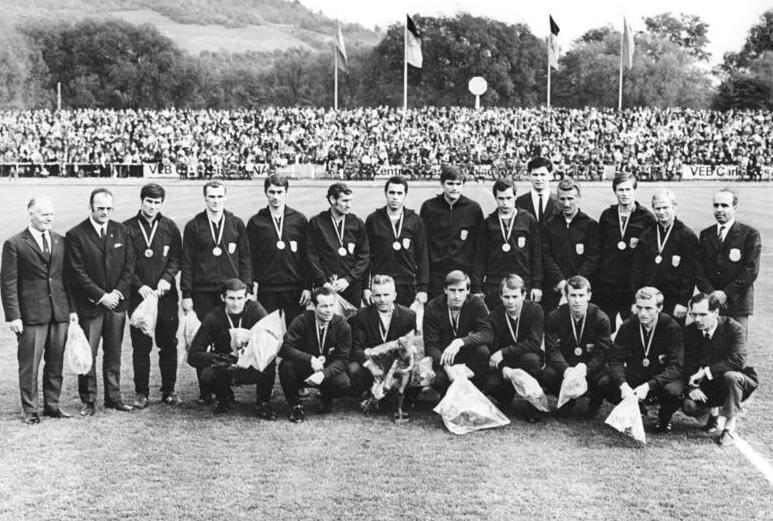
Bernd Krauß (hintere Reihe, dritter von rechts) mit FC Carl Zeiss Jena im Jahr 1970

Bernd Krauß (* 5. Dezember 1947) ist ein ehemaliger deutscher Fußballspieler, der für den FC Carl Zeiss Jena von 1966 bis 1970 in der DDR-Oberliga, der höchsten Spielklasse im DDR-Fußball, spielte. 1970 wurde er mit dem FC Carl Zeiss DDR-Meister.

## Sportliche Laufbahn
Im Alter von 18 Jahren wechselte Bernd Krauß zur Saison 1966/67 von der Betriebssportgemeinschaft (BSG) Fortschritt Meerane zum Vizemeister der Vorsaison FC Carl Zeiss Jena. Nachdem er zuerst in den Spielen der Reservemannschaft eingesetzt worden war, kam er am 29. Oktober 1966 in der Begegnung des 8. Spieltages FC Carl Zeiss – Lok Stendal (3:1) zum ersten Mal in der Oberliga zum Einsatz. Dabei wurde er als Ersatz für den nicht spielbereiten Dieter Lange als Linksaußenstürmer aufgeboten. Im weiteren Verlauf der Saison konnte sich Krauß nicht in die Stammelf der Oberligamannschaft hineinspielen und kam schließlich nur zu neun Erstligaspielen. In der Saison 1967/68, in der der FC Carl Zeiss DDR-Meister wurde, gehörte Krauß nicht zur Oberligamannschaft. Stattdessen bestritt er mit der 2. Mannschaft, die in der zweitklassigen DDR-Liga spielte, 26 der 30 ausgetragenen Punktspiele. Erst in der Spielzeit 1968/69 kehrte Krauß in das Oberligateam zurück, in der er in der Hinrunde zunächst als Einwechselspieler zum Zuge kam, vom 17. Spieltag an aber regelmäßig im Angriff eingesetzt wurde. Mit 14 Oberligaspielen wurde es die beste Saison in der Laufbahn von Bernd Krauß. In der Saison 1969/70 wurde der FC Carl Zeiss zum dritten Mal Meister, Kraus war daran jedoch nur mit fünf Einsätzen beteiligt. Zusätzlich bestritt er im Messestädte-Pokal 1969/70 zwölf Minuten in der Erstrundenbegegnung FC Carl Zeiss – Altay İzmir (1:0). Obwohl Bernd Krauß auch für die Saison 1970/71 in den Printmedien noch im Oberliga-Aufgebot genannt wurde, kam er im Punktspielbetrieb tatsächlich nur in der 2. Mannschaft zum Einsatz, wo er bis April 1971 19 Spiele bestritt. Mit der Oberligamannschaft absolvierte er die 2. Halbzeit des Viertelfinalspiels im Europapokal der Landesmeister 1970/71 Roter Stern Belgrad – FC Carl Zeiss (4:0), mit dem die Jenaer aus dem Wettbewerb ausschieden.
Im Mai 1971 wurde Krauß für eineinhalb Jahre zum Militärdienst eingezogen, konnte während dieser Zeit aber bei der SG Vorwärts/Motor Teltow in der drittklassigen Bezirksliga Potsdam weiter Fußball spielen. Nach dem Ende seiner Wehrpflicht schloss sich Krauß im November 1972 dem DDR-Ligisten BSG Wismut Gera an. Bis zur Saison 1976/77 bestritt er dort 65 Punktspiele und erzielte 24 Tore. Während die BSG Wismut 1974 und 1975 in den Aufstiegsspielen zur Oberliga scheiterte, gelang ihr 1977 der Aufstieg. In der Aufstiegssaison war Bernd Krauß mit 30 Einsätzen und zwölf Toren einer der Erfolgsgaranten. Er erhielt jedoch für die Oberliga keine Spielberechtigung (lt. Leske, Enzyklopädie des DDR-Fußballs. S. 274 „wegen angeblicher [lange zurückliegender] Disziplinlosigkeiten“).
Krauß wechselte deshalb zur Saison 1977/78 zum DDR-Liga-Aufsteiger SG Dynamo Gera. Dort bestritt er 18 der 22 Punktspiele, konnte aber den sofortigen Wiederabstieg nicht verhindern. Um weiterhin in der DDR-Liga spielen zu können, schloss sich Bernd Krauß Fortschritt Weida an. Dort kam er bis 1982 innerhalb von vier Spielzeiten mit insgesamt 88 Punktspielen auf 66 Einsätze. Anschließend stieg Weida aus der DDR-Liga ab und Krauß beendete 34-jährig seine Laufbahn im höherklassigen Fußball.